# Laurent Coulon
Laurent Coulon, né le 3 juin 1970 à Villeneuve-d'Ascq (Nord) est un égyptologue français.

## Biographie
Après ses études à l'École Normale Supérieure de la rue d'Ulm (1989-1992), il obtient son Agrégation de lettres classiques, puis en 1998, le doctorat avec la thèse « Le discours en Égypte ancienne. Éloquence et rhétorique dans les textes de l'Ancien au Nouvel Empire ».
De 1998 à 2002, il est membre scientifique de l'IFAO (Le Caire).
De 2002 à 2008, il est maître de conférences en égyptologie à l’université Lumière-Lyon-II.
De 2017 à 2019, il est président de la Société française d'égyptologie.
En 2019, il est nommé directeur de l'Institut Français d'Archéologie Orientale.
En 2023, il obtient la chaire Civilisation de l’Égypte pharaonique au Collège de France.

## Thèses
Laurent Coulon a soutenu en 1998 la thèse « Le discours en Égypte ancienne : éloquence et rhétorique à travers les textes de l'Ancien au Nouvel Empire », sous la direction de Nicolas Grimal.
Il dirige ou a dirigé neuf thèses, a été président de jury pour six thèses, rapporteur pour six thèses, et membre de jury pour huit thèses.

## Distinctions
- En 2017 : Prix Gaston Maspero de l'Académie des inscriptions et belles-lettres.

## Publications
- « Véracité et rhétorique dans les autobiographies de la Première Période intermédiaire », BIFAO, no 97,‎ 1997, p. 109-138.
- Le culte d'Osiris au Ier millénaire av. J.-C. Découvertes et travaux récents, Le Caire, IFAO, coll. « BdE » (no 153), 2010, 335 p..
- avec P. Giovannelli-Jouanna et Fl. Kimmel-Clauzet, « Hérodote et l'Égypte. Regards croisés sur le livre II de l'Enquête d'Hérodote », CMO, Lyon, Maison de l'Orient et de la Méditerranée, no 51,‎ 2013.
- La Cachette de Karnak. Nouvelles perspectives sur les découvertes de G. Legrain, Le Caire, IFAO, coll. « BdE » (no 161), 2016, 616 p. (lire en ligne).
- avec M. Cressent, « Archéologie française en Égypte », BiGen, Le Caire, IFAO, no 59,‎ 2019.
- « Les chapelles osiriennes de Karnak. Aperçu des travaux récents », Bulletin de la Société Française d'Égyptologie, nos 195-196,‎ juin-octobre 2016, p. 16-35 (lire en ligne).